# Skirt Mountain
Skirt Mountain är ett berg i Kanada.   Det ligger i provinsen British Columbia, i den södra delen av landet, 3 600 km väster om huvudstaden Ottawa. Toppen på Skirt Mountain är 282 meter över havet. Skirt Mountain ingår i Partridge Hills.
Terrängen runt Skirt Mountain är kuperad åt nordväst, men åt sydost är den platt.Runt Skirt Mountain är det mycket tätbefolkat, med 1 313 invånare per kvadratkilometer.. Närmaste större samhälle är Victoria, 12,8 km öster om Skirt Mountain. 
I omgivningarna runt Skirt Mountain växer i huvudsak barrskog.